# Michail Galaktionov
Michail Michajlovič Galaktionov (in russo Михаил Михайлович Галактионов?; Mosca, 21 maggio 1984) è un allenatore di calcio russo, tecnico della Lokomotiv Mosca.